# Granica (Serbia)
Granica (cyr. Граница) – wieś w Serbii, w okręgu jablanickim, w gminie Bojnik. W 2011 roku liczyła 92 mieszkańców.